# محكمة النقض العليا الإيطالية

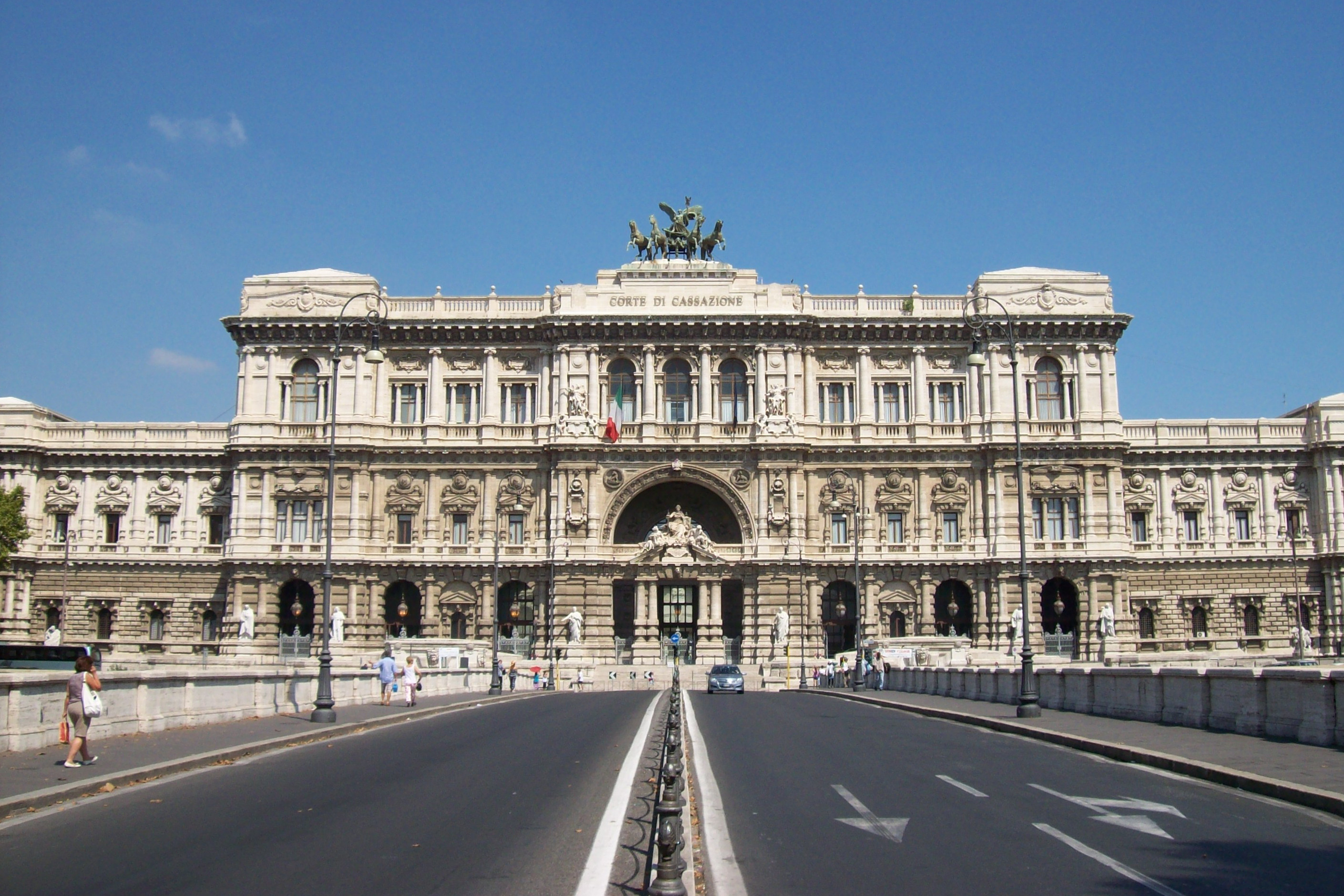

محكمة النقض العليا الإيطالية (بالإيطالية: Corte Suprema di Cassazione)‏ هي المحكمة العليا والملاذ القضائي الأخير في إيطاليا. مقرها في قاعة العدل في روما.
محكمة النقض أيضاً موجودة «لضمان المراقبة والتفسير الصحيح للقانون» من خلال ضمان تطبيق القانون في المحاكم الأدنى ومحاكم الاستئناف. بالإضافة إلى ذلك، فإنها تحل النزاعات كغيرها من المحاكم الأقل درجة (أي الجزائية والمدنية والإدارية والعسكرية).